# Ospitaletto
Ospitaletto ist eine norditalienische Gemeinde (comune) mit 14.854 Einwohnern (Stand 31. Dezember 2023) in der Provinz Brescia in der Lombardei. Die Gemeinde liegt etwa 10 Kilometer westnordwestlich von Brescia und etwa 11 Kilometer südsüdöstlich des Iseosees.

## Geschichte
Während Mauerreste schon auf eine Bebauung in der Römerzeit hinweisen, ist die erste urkundliche Erwähnung eines hospitale S. Jacobi durch den Bresciaer Bischof Ramperto in das Jahr 843 zu datieren.

## Sport
Die Fußballmannschaft Ospitalettos (Football Club Ospitaletto [2000]) war lange Zeit in der dritten Spielklasse angesiedelt. Der zweite Giro d’Italia (1910) machte Station in Ospitaletto.

## Verkehr
Durch die Gemeinde führt die Autostrada A4 von Turin nach Triest. Hier besteht auch eine Anschlussstelle. Die Strada Statale 11 Padana Superiore ist hier als Umgehungsstraße ausgebaut. Ein Bahnhof (Ospitaletto-Travagliato) besteht an der Bahnstrecke Mailand-Venedig im Streckenabschnitt zwischen Bergamo und Brescia.

## Persönlichkeiten
- Michele Gazzoli (* 1999), Radrennfahrer